# George Weidenfeld
Arthur George Weidenfeld (Viena, 13 de septiembre de 1919 - 20 de enero de 2016) fue un columnista de origen judío nacionalizado británico, filántropo y crítico. Fue, junto a Sir Ronnie Grierson el fundador de la alianza universitaria Europaeum. Estudió en la Universidad de Viena, Londres y en otras numerosas instituciones importantes de Europa. Hombre de gran carisma, destaca por su afán por impulsar el establecimiento de una enseñanza común a todas las naciones europeas en cualquier ámbito de la ciencia. 

## Autobiografía
- George Weidenfeld (1994). Remembering My Good Friends: An Autobiography. HarperCollins. ISBN 9780060172862.